# Berzelius (crater)
Berzelius este un crater de impact lunar situat în partea de nord-est a feței apropiate a Lunii. Acesta se află la sud-est de craterul Franklin și la nord-vest de Geminus.
Berzelius este un crater de înălțime redusă, erodat, cu interiorul destul de plat și un perete puțin înalt. Există mai multe cratere mici de-a lungul marginii, iar peretele sudic este aproape inexistent, fiind mai mult o pantă mică. Interior conține și el câteva cratere mici.

## Cratere satelit
Prin convenție, aceste formațiuni sunt identificate pe hărțile lunare prin amplasarea de litere pe partea craterului care este cea mai apropiată de Berzelius.
| Berzelius | Coordonate                        | Diametru (km) |
| --------- | --------------------------------- | ------------- |
| A         | 36°44′N 48°52′E / 36.74°N 48.87°E | 8             |
| B         | 32°19′N 43°06′E / 32.31°N 43.10°E | 25            |
| F         | 32°51′N 46°01′E / 32.85°N 46.02°E | 11            |
| K         | 35°34′N 47°02′E / 35.57°N 47.03°E | 6             |
| T         | 36°15′N 47°58′E / 36.25°N 47.96°E | 9             |
| W         | 38°08′N 53°06′E / 38.14°N 53.10°E | 7             |